# Пролетарка (Акмолинская область)
Пролетарка (каз. Пролетарка) — упразднённое село в Атбасарском районе Акмолинской области Казахстана. В 2009 году переведено в категорию иных поселений, включено в состав села Новосельское. Находилось на реке Жыланды примерно в 18 км к северу от центра города Атбасар. Код КАТО — 113849107.

## Население
В 1989 году население села составляло 246 человек (из них русских 36%, немцев 36%, казахов 21%).
В 1999 году население села составляло 192 человека (97 мужчин и 95 женщин). По данным переписи 2009 года, в селе проживало 38 человек (23 мужчины и 15 женщин).
| Численность населения | Численность населения | Численность населения |
| 1989                  | 1999                  | 2009                  |
| --------------------- | --------------------- | --------------------- |
| 246                   | ↘192                  | ↘38                   |